# Sân bay Tartu
Sân bay Tartu (IATA: TAY, ICAO: EETU) là một sân bay nằm cách Tartu 8 km về phía nam, ở Estonia, gần xa lộ Tartu-Võru. Sân bay này cũng được gọi là Sân bay Ülenurme do nó nằm gần làng Ülenurme.
Không có chuyến bay thường xuyên đi và đến sân bay này. Phần lớn các chuyến bay là bay huấn luyện cho sinh viên của Trường hàng không Tartu.

## Lịch sử
Sân bay này được khai trương năm 1946. Một nhà ga mới được xây năm 1981, đường băng và đường lăn cũng được nâng cấp. Kể từ 2005, sân bay này thuộc sở hữu của Tallinn Airport Ltd.
Giai đoạn 2008-2009, đường băng sẽ được kéo dài lên 1800 m.
29 594 hành khách đã sử dụng sân bay Tartu năm 2016.

## Các hãng hàng không và các tuyến điểm
- Finnair
  - Nordic Regional Airlines (Sân bay Helsinki-Vantaa)